# Porte de la Villette (metropolitana di Parigi)
Porte de la Villette è una stazione della linea 7 della metropolitana di Parigi.

## La stazione
La stazione, aperta nel 1910, prende il nome dal comune de La Villette assorbito da Parigi nel 1860.

## Corrispondenze
- Bus RATP: 75, PC2, PC3, 139, 150, 152, 249.
- Noctilien: N42.

## In prossimità
- Cabaret Sauvage
- Cité des sciences et de l'industrie
- Parc de la Villette
- La Geode di Parigi
- Tour La Villette